# Адолф VI (Берг)
Адолф VI (на немски: Adolf VI von Berg, der Ehrwürdige; † 3 април 1348) е граф на Берг от 1308 до 1348 г. Той е последният граф от фамилията Дом Лимбург.

## Живот
Адолф VI е най-възрастният син на Хайнрих фон Берг (1247 – 1298), господар на Виндек, и Агнес фон Марк, дъщеря на Енгелберт I фон Марк и Кунигунда фон Близкастел.
През 1308 г. Адолф VI последва като граф на Берг бездетния си чичо Вилхелм I († 1308). Той е брат на Маргарета († 1339/1346), омъжена от 1313 г. за Ото IV († 1328), граф на Равенсберг.
Адолф се жени през 1312 г. за Агнес фон Клеве († 1361), дъщеря на Дитрих VI/VIII от Клеве и втората му съпруга Маргарета фон Ной-Кибург. Агнес му носи зестра Дуисбург. Бракът е бездетен.
По време на неговото управление в страната му има много наводнения, лоши реколти и епидемии от чума. През 1314 г. при изборите за крал той е на страната на Лудвиг Баварски. Той основава градове.
От 1327 до 1328 г. Адолф IV придружава крал Лудвиг IV в неговия поход в Италия до Рим, където той е коронован за император от антипапа Николай V. За награда Адолф получава голямата привилегия да сече сребърни пари (грошове). Той прави това в своята монетна работилница във Виперфюрт.
Адолф IV умира през 1348 г. и е погребан в катедралата на Алтенберг. След смъртта му графството Берг е наследено от племенницата му Маргарета фон Равенсберг-Берг (1320 – 1389), омъжена за Герхард († 1360), граф на Равенсберг от Дом Юлих-Хаймбах.